# Eria compressoclavata
Eria compressoclavata är en orkidéart som beskrevs av Johannes Jacobus Smith. Eria compressoclavata ingår i släktet Eria och familjen orkidéer. Inga underarter finns listade i Catalogue of Life.